# Нова доба (Бучач)
Нова доба — громадсько-політична газета Бучаччини, тижневик. Реєстраційний номер ТР 127. Індекси видання — 93111, 23604. Виходить з 22 листопада 1991 року,
Засновники: районна рада, районна державна адміністрація, колектив редакції.

## Історія газети
Виходить з 22 листопада 1991 року, у 2014 році — щоп'ятниці на 8 сторінках, з них 1-ша, 4-а, 5-а, 8-а — кольорові. Газету верстають у комп'ютерному відділі редакції газети.
Від січня 1992 року виходила у вівторок — на 4-х сторінках (1 друкований аркуш), у п'ятницю — на 8-ми (2 друк. арк.). Потім виходила щовівторка, щоп'ятниці на 4-х сторінках (1 друк. арк.). У 1995 році виходила на 4-х сторінках (2 друк. арк.).
Журналісти (станом на осінь 2014 року): Михайло Терпак, Оксана Чорній, Володимир Мельничук, Леся Дворська.

### Вартість
- У січні-березні 1992 номер на 4-х сторінках вартував 10 коп., на 8-ми — 20 коп. З квітня 1992 — 35 коп.

### Наклад
- 1992 р.: березень — 10874, жовтень — 9558, кінець грудня — 9542
- 1995: січень — 3492, лютий — 3521, березень — 3550, квітень — 3568, липень — 2959 (№ 30 — 3009), серпень — 3100, вересень — 3120, 3520, жовтень — 3117, грудень — 3127 (№ 49), 4227 (№ 51)
- 2005 р. — 2770 примірників[2]
- 2014 р. — 3229 пр., № 46 — 3230.
- 2018 — 3069[3].

## Попередниці
- «Нова зірка»
- «Колгоспне життя» (1950—1962)
- «До нових перемог» (1962—березень 1965)
- «Перемога» (з 1 квітня 1965—1990)
- «Золота Пілава»

## Редактор
- Василь Тракало — від часу заснування у листопаді 1991.